# Nathan Fillion
Nathan Fillion (Edmonton, Alberta, 27 de març de 1971) és un actor canadenc. És conegut principalment pel seu paper de "Richard Castle" en la sèrie d'ABC Castle així com la seva interpretació anterior del paper principal de "Capità Malcom Reynolds" a la sèrie Firefly. Fillion és el cofundador de la campanya "kids need to read" (els nens necessiten llegir).

## Filmografia

### Cinema
| Any  | Títol                                  | Paper                                      | Notes                |
| ---- | -------------------------------------- | ------------------------------------------ | -------------------- |
| 1993 | Ordeal in the Arctic                   | Master Warrant Officer Tom Jardine         | Telefilm             |
| 1994 | Strange and Rich                       | Walter Hoade                               |                      |
| 1998 | Saving Private Ryan                    | Soldat James Frederick "Minnesota" Ryan    |                      |
| 1999 | Blast from the Past                    | Cliff                                      |                      |
| 2000 | Dracula 2000                           | Pare David                                 |                      |
| 2003 | Water's Edge                           | Robert Graves                              |                      |
| 2004 | Outing Riley                           | Luke Riley                                 |                      |
| 2005 | Serenity                               | Malcolm Reynolds                           |                      |
| 2006 | Slither                                | Bill Pardy                                 |                      |
| 2007 | White Noise: The Light                 | Abe Dale                                   |                      |
| 2007 | Waitress                               | Dr. Jim Pomatter                           |                      |
| 2008 | Trucker                                | Corredor                                   |                      |
| 2009 | Wonder Woman                           | Steve Trevor (veu)                         |                      |
| 2010 | Super                                  | The Holy Avenger                           |                      |
| 2011 | Green Lantern: Emerald Knights         | Hal Jordan/Green Lantern                   | Veu, directe a vídeo |
| 2012 | Green Lantern: Emerald Knights         | Hal Jordan/Green Lantern                   | Justice League: Doom |
| 2012 | Much Ado About Nothing                 | Dogberry                                   |                      |
| 2013 | Monsters University                    | Johnny J. Worthington III                  | Veu                  |
| 2013 | Justice League: The Flashpoint Paradox | Hal Jordan/Green Lantern                   | Veu, directe a vídeo |
| 2013 | Percy Jackson: Sea of Monsters         | Hermes                                     |                      |
| 2014 | Party Central                          | Johnny J. Worthington III (veu)            | Curtmetratge         |
| 2014 | Guardians of the Galaxy                | Monstrous Inmate                           | Veu, cameo           |
| 2015 | Justice League: Throne of Atlantis     | Hal Jordan/Green Lantern                   | Veu, directe a vídeo |
| 2015 | Highway of Tears                       | Narrador                                   | Veu, documental      |
| 2015 | Being Canadian                         | Ell mateix                                 | Documental           |
| 2017 | Yamasong: March of the Hollows         | Shojun                                     |                      |
| 2017 | Cars 3                                 | Sterling                                   | Veu                  |
| 2018 | The Death of Superman                  | Hal Jordan / Green Lantern                 | Veu, directe a vídeo |
| 2018 | Henchmen                               | Captain Superior                           | Veu                  |
| 2018 | Night Hunter                           | Matthew Quinn                              |                      |
| 2019 | Reign of the Supermen                  | Hal Jordan / Green Lantern                 | Veu, directe a vídeo |
| 2021 | The Suicide Squad                      | Cory Pitzner / T.D.K. (The Detachable Kid) |                      |
| 2023 | Guardians of the Galaxy Vol. 3         | Master Karja                               |                      |
| 2025 | Superman                               | Guy Gardner / Green Lantern                | En filmació          |
| TBA  | Skincare                               | TBA                                        | Postproducció        |

| Films that have not yet been released | Denotes films that have not yet been released |

### Televisió
| Any             | Títol                                | Paper                                                      | Notes                                         |
| --------------- | ------------------------------------ | ---------------------------------------------------------- | --------------------------------------------- |
| 1984            | Knight Power                         | Gargamel                                                   | Voice, episode: "A Magical World"             |
| 1994–1997, 2007 | One Life to Live                     | Joey Riley Buchanan                                        |                                               |
| 1996            | Spin City                            | Guy                                                        | No surt als crèdits Episodi: "A Star Is Born" |
| 1997            | Total Security                       | Troy Larson                                                | Episodi: "Das Bootie"                         |
| 1998            | Maggie Winters                       | Ronald                                                     | Episodi: "Mama's Got a Brand New Bag"         |
| 1998–2001       | Two Guys and a Girl                  | Johnny Donnelly                                            | 60 episodis                                   |
| 1999            | The Outer Limits                     | Michael Ryan                                               | Episodi: "Star Crossed"                       |
| 2001            | King of the Hill                     | Frisbee Guy (veu)                                          | Episodi: "Luanne Virgin 2.0"                  |
| 2002            | Pasadena                             | Rev. Glenn Collins                                         | 3 episodis                                    |
| 2002–2003       | Firefly                              | Malcolm "Mal" Reynolds                                     | 14 episodis                                   |
| 2003            | Alligator Point                      | Bill                                                       | Pilot                                         |
| 2003            | Buffy the Vampire Slayer             | Caleb                                                      | 5 episodis                                    |
| 2003            | Miss Match                           | Adam Logan                                                 | 6 episodis                                    |
| 2004            | Hollywood Division                   | Detectiu Tommy Garrett                                     | Pilot                                         |
| 2005–2006       | Justice League Unlimited             | Vigilante (veu)                                            | 3 episodis                                    |
| 2006            | Lost                                 | Kevin Callis                                               | Episodi: "I Do"                               |
| 2007            | Drive                                | Alex Tully                                                 | 6 episodis                                    |
| 2007–2014       | Robot Chicken                        | Diverses veus                                              | 5 episodis                                    |
| 2007–2008       | Desperate Housewives                 | Dr. Adam Mayfair                                           | 12 episodis                                   |
| 2009–2016       | Castle                               | Richard Castle                                             | Protagonista                                  |
| 2010            | The Venture Bros.                    | Brown Widow (veu)                                          | Episodi: "Bright Lights, Dean City"           |
| 2012            | American Dad!                        | Joel Larson / Joe Kidney/American Businessman Klaus (veus) | 2 episodis                                    |
| 2013            | Writers Guild of America Awards 2012 | Ell mateix (presentador)                                   | Especial de televisió                         |
| 2014–2015       | Community                            | Bob Waite                                                  | 2 episodis                                    |
| 2014–2016       | Gravity Falls                        | Preston Northwest                                          | Veu, 5 episodis                               |
| 2015            | The Big Bang Theory                  | Ell mateix                                                 | Episodi: "The Comic Book Store Regeneration"  |
| 2015            | Kroll Show                           | Mountie McMinniman                                         | Episodi: "Twins"                              |
| 2015            | Drunk History                        | Wernher von Braun                                          | Episodi: "Space"                              |
| 2016            | HarmonQuest                          | Tetter Spice                                               | Episodi: "Earthscar Village"                  |
| 2016–2018       | Modern Family                        | Rainer Shine                                               | 7 episodis                                    |
| 2017–2018       | Santa Clarita Diet                   | Gary West                                                  | 6 episodis                                    |
| 2017            | Rick and Morty                       | Cornvelious Daniel                                         | Veu, episodi: "The Rickshank Rickdemption"    |
| 2017            | Brooklyn Nine-Nine                   | Mark Deveraux                                              | Episodi: "Serve & Protect"                    |
| 2017–2025       | Big Mouth                            | Ell mateix, gos de Jessi                                   | Veu, 9 episodes                               |
| 2018            | A Series of Unfortunate Events       | Jacques Snicket                                            | 10 episodis                                   |
| 2018            | The Magic School Bus Rides Again     | Axle ValveStuck                                            | Veu, episodi: "Waste Not, Want Not"           |
| 2018            | American Housewife                   | Ell mateix                                                 | 2 episodis                                    |
| 2018–present    | The Rookie                           | John Nolan                                                 | Paper principal També productor delegat       |
| 2021            | Resident Alien                       | Number 42 – Octopus in tank                                | Veu, 6 episodis                               |
| 2021            | M.O.D.O.K.                           | Wonder Man                                                 | Veu, episodi: "This Man... This Makeover!"    |
| 2022            | The Recruit                          | Director de la CIA                                         | Episodi : "W.T.F.I.O.H"                       |
| 2022–2023       | The Rookie: Feds                     | John Nolan                                                 | 3 episodis                                    |
| 2024            | Monsters at Work                     | Johnny Worthington III                                     | Veu                                           |

### Web
| Any       | Títol                          | Paper                                | Notes                              |
| --------- | ------------------------------ | ------------------------------------ | ---------------------------------- |
| 2008      | Dr. Horrible's Sing-Along Blog | Captain Hammer                       | Internet miniseries                |
| 2008      | James Gunn's PG Porn           | Chris                                | Episodi: "Nailing Your Wife"       |
| 2011      | The Guild                      | Ell mateix                           | Episodi: "Revolving Doors"         |
| 2011      | Husbands                       | Anchor                               | Episodi: "Being Britney!"          |
| 2011      | The Morning After              | Ell mateix                           | Episodi: "1.173"                   |
| 2012      | The Daly Show                  | Ell mateix                           | Episodi: "The Daly Superheroes"    |
| 2012      | Neil's Puppet Dreams           | Dr. Mayfair                          | Episodi: "Doctor's Office"         |
| 2013      | BriTANicK                      | Ell mateix/'Two Ugly Guys and a Dog' | Episodi: "Sexy Pool Party"         |
| 2015–2017 | Con Man                        | Jack Moore                           | 17 episodis També productor adjunt |
| 2018      | Uncharted Live Action Fan Film | Nathan Drake                         | També productor                    |

## Premis i nominacions
| Year | Nominat per                    | Premi                              | Categoria | Result    | Ref.   |
| ---- | ------------------------------ | ---------------------------------- | --- | --------- | ------ |
| 1996 | One Life to Live               | Daytime Emmy Award                 | Actor més jove destacat en una sèrie dramàtica                                                                                             | Nominat   | [ 8 ]  |
| 1996 | One Life to Live               | Soap Opera Digest Award            | Actor principal més jove destacat | Nominat   | [ 9 ]  |
| 2003 | Firefly                        | Premis Saturn                      | Cinescape Genre Face of the Future - Male                                                                                                  | Guanyador | [ 10 ] |
| 2005 | Serenity                       | SFX Award                          | Millor actor | Guanyador | [ 11 ] |
| 2005 | Serenity                       | Empire Awards                      | Millor debutant | Nominat   | [ 12 ] |
| 2005 | Serenity                       | Online Film Critics Society Awards | Millor Interpretació Avançada | Nominat   | [ 13 ] |
| 2007 | Desperate Housewives           | Premi Sindicat d'Actors de Cinema  | Millor interpretació d'un conjunt en una sèrie de comèdia                                                                                  | Nominat   | [ 14 ] |
| 2007 | Waitress                       | EDA Award                          | Premi EDA a la millor seducció (amb Keri Russell)                                                                                          | Nominat   | [ 15 ] |
| 2009 | Dr. Horrible's Sing-Along Blog | Streamy Awards                     | Millor actor masculí en una sèrie de comèdia                                                                                               | Nominat   | [ 16 ] |
| 2009 | Castle                         | Satellite Awards                   | Millor Actor en Sèrie dramàtica de televisió                                                                                               | Nominat   | [ 17 ] |
| 2010 | PG Porn                        | Streamy Awards                     | Millor estrella convidada en una sèrie web                                                                                                 | Nominat   | [ 18 ] |
| 2011 | Castle                         | TV Guide Award                     | Parella preferida que hauria d'estar junta (amb Stana Katic)                                                                               | Guanyador | [ 19 ] |
| 2011 | Green Lantern: Emerald Knights | Behind the Voice Actors Award      | Premi Behind the Voice Actors a la millor interpretació vocal masculina en un títol especial de TV/directe a DVD d'un curtmetratge teatral | Nominat   | [ 20 ] |
| 2012 | Castle                         | TV Guide Award                     | Parella preferida (amb Stana Katic) | Guanyador | [ 21 ] |
| 2012 | Castle                         | Premi People's Choice              | Actor de Drama Preferit de la Televisió | Guanyador | [ 22 ] |
| 2013 | Castle                         | TV Guide Award                     | TV Guide Award for Favorite TV Couple (amb Stana Katic)                                                                                    | Guanyador | [ 23 ] |
| 2013 | Castle                         | People's Choice Award              | Actor de drama televisiu preferit | Guanyador | [ 24 ] |
| 2014 | Castle                         | TV Guide Award                     | Actor Preferit | Nominat   | [ 25 ] |
| 2014 | Castle                         | People's Choice Award              | Química en pantalla preferida (amb Stana Katic)                                                                                            | Nominat   | [ 26 ] |
| 2015 | Castle                         | People's Choice Award              | Actor de Televisió de Drama Policíac Favorit                                                                                               | Guanyador | [ 27 ] |
| 2015 | Castle                         | People's Choice Award              | Duo Telesvisiu Preferit (amb Stana Katic)                                                                                                  | Nominat   | [ 27 ] |
| 2016 | Castle                         | People's Choice Award              | Actor de Televisió de Drama Policíac Favorit                                                                                               | Guanyador | [ 28 ] |